# Xiphichilus arenatus
Xiphichilus arenatus is een mosselkreeftjessoort uit de familie van de Paradoxostomatidae.